# 漕河泾街道
漕河泾街道，是中国上海市徐汇区下辖的一个街道，因漕河泾港得名。面积5.26平方公里、户籍人口7.87万人（2019年），漕河泾开发区因漕河泾地区而得名，开发区初创于漕河泾并不断发展扩大。

## 历史沿革

### 元明清时期
元朝称王家宅，明朝时期，漕河泾市镇位于上海县城西南十八里，兴起于明正德年间，「以布米渐聚成市」，青浦、松江、七宝、闵行等地所产粮棉经水路集散于此。清朝初期成镇，沿如今的漕河泾河道自东至西分布着三个市镇，分别为东镇、中镇和西镇，其中又以中镇最为热闹，有「巨商集于此」之说。据清光绪年间《二十六保志》（《漕河泾志》）记载，1832年（清道光十二年）2月，林则徐任江苏巡抚，对漕河泾地区的水利发展有所建树。

### 近代区划沿革
漕河泾于1910年（清宣统二年）设乡，1928年划归上海市，改置漕泾区，日占时期被并入沪西区，1945年划属第二十六区（龙华区）。1950年恢复成乡级建制，1953年改镇，先后属龙华区、西郊区、上海县。1958年隶属七一人民公社，1959年隶属梅陇人民公社。1961年为上海县属镇，为上海县五大镇之一，1984年划入徐汇区，2000年（一說2001年2月）撤镇改街道。

## 经济发展
1984年11月16日，上海市在漕河泾地区成立了上海市漕河泾微电子工业区开发公司，成为漕河泾开发区发展的起点。1988年6月7日，上海将漕河泾微电子工业区扩建漕河泾新兴技术开发区，列为上海经济技术开发区，成为中国首批国家级经济技术开发区，漕河泾开发区成为上海一个有时代性的重点开发区。
2000年，漕河泾撤镇成立漕河泾街道，总税收8000万。2010年，漕河泾街道全年总税收已达8.7亿元，街道辖区内半导体、电子制造、IT及软件研发等高新技术企业众多，漕河泾街道以漕河泾开发区为载体，将重点发展南徐家汇国际商务区。

## 地理环境
街道内河网交错，漕河泾港东西向横贯全境。还有蒲汇塘、龙华港、穆家塘港、东上澳塘、石家浜等。

## 行政区划
漕河泾街道下辖习勤居委会、漕溪四村居委会、西街居委会、九弄居委会、科苑居委会、冠生园居委会、凯翔居委会、薛家宅居委会、康健路居委会、金谷园居委会、龙漕居委会、南一村第一居委会、南一村第二居委会、中海馨园居委会、宏润花园居委会、梓树园居委会、佳友居委会、华富居委会、挹翠苑居委会、张家园居委会、东泉路居委会、东荡居委会、金牛居委会、罗城居委会、正南花苑居委会、嘉萱苑居委会、宾阳路居委会、漕东居委会、月河居委会、馨汇南苑居委会。